# Radula tokiensis
Radula tokiensis là một loài rêu trong họ Radulaceae. Loài này được Stephani mô tả khoa học đầu tiên năm 1844.